# Пітогу острівний
Піто́гу острівний (Pitohui cerviniventris) — вид співочих птахів родини вивільгових (Oriolidae). Виокремлений у 2013 році з виду пітогу іржастий (Pitohui kirhocephalus).

## Поширення
Ендемік індонезійських островів Раджа-Ампат біля західного узбережжя Нової Гвінеї. Природним середовищем існування є субтропічні або тропічні вологі низинні ліси.

## Підвиди
Містить два підвиди:
- P. c. pallidus van Oort, 1907 — Сагевін, Батанта;
- P. c. cerviniventris (Gray, GR, 1862) — Вайгео, Гам.